# RKSV TYBB
De Rooms Katholieke Sport Vereniging T.Y.B.B. (The Yellow Black Boys) is een voormalige omnisportvereniging uit Haarlem, Noord-Holland, Nederland.

## Algemeen
De vereniging werd als Geel Zwart opgericht in 1919. In 1924 werd de naam veranderd in T.Y.B.B vanwege het feit dat er in de diocesane voetbalbonden een andere vereniging Geel Zwart bestond die eerder dan 1919 opgericht was. Het clubblad bleef de naam 'De Geelzwarter' houden. Tot in de jaren dertig was voetbal de enige sport. Later werden er meerdere sporten beoefend, zoals  badminton, basketbal, biljarten, handbal, honk- en softbal en tafeltennis.
In de eerste vierenveertig jaar van het bestaan mocht de club regelmatig het veld ruimen, om plaats te maken voor woningbouw of aanleg van wegen. De club verhuisde van Aerdenhout; naar Molenwerf in Heemstede (sportpark HBC/de Toekomst); de Vergierdeweg in het huidige Vondelkwartier; het nog noordelijker gelegen veld aan de Rijksstraatweg dat moest wijken voor de doortrekking van de Vondelweg; in 1948 naar een vrij centraal gelegen complex aan de Schalkwijkerweg, dat in de weg lag van de verbrede Schipholweg; en in 1963 naar Sportpark Overhout. Daar werd TYBB buurman van de kanovereniging aan het Zuider Buiten Spaarne en kreeg de club drie velden. De plannen omvatten ook een overdekte tribune voor 400 toeschouwers, met daaronder een sporthal en kantine. Aan de overkant van het hoofdveld was een grote staantribune gepland. Bij die laatste verhuizing had de club 37 voetbalelftallen, plus afdelingen voor handbal, honkbal, softbal en tafeltennis.
Op 5 juni 2008 fuseerde TYBB met D.C.O, D.S.C.’74 en H.I.S. tot SV Olympia Haarlem. De voorheen grote club uit Haarlem had in zijn hoogtijdagen vijf voetbalvelden en de laatste jaren drie. De fusie met DCO werd door velen niet in dank afgenomen, zowel door de TYBB-aanhang als die van DCO. Echter, het was een must om te fuseren doordat het ledental van beide clubs daalde.
Sporthal
Na jarenlang van de oude houten kantine gebruikgemaakt te hebben bouwden de leden onder leiding van voorzitter Joop Bakker, samen met de aannemer, Kees Weijens, een nieuwe sporthal met kantine, kleedkamers en jeugdhonk. De sporthal werd vernoemd naar Henk van Turnhout, een van de oprichters van TYBB.
Velen zien de oorzaak van de teloorgang van TYBB voetbal door het ontstaan van de sporthal. Het totaal aantal leden nam toe doordat de zaalsportteams groter werden maar dat ging ten koste van de voetbalafdeling. Anderen wijzen als oorzaak de vergrijzing van de wijk Schalkwijk, waar de vereniging was gevestigd, aan.

## Honkbal
Het eerste honkbalteam van TYBB kwam van 1954-1957 vier seizoenen uit op het hoogste niveau, in het laatste jaar wist het team zich niet te kwalificeren voor de in 1958 ingevoerde Hoofdklasse. Belangrijke spelers uit die tijd waren Freek de Wildt, Joop Bakker, Gé Jansen, Ben Rooyers, Wim van Vessem, Gé van Zanten, Wim Metselaar en Frans Buschman (coach vanaf 1950).

## Voetbal
TYBB was de enige vereniging in Schalkwijk die Rooms Katholiek was. Men speelde daarom op zondag na 11.30 uur.
Jeugd
Alle selectieteams speelden in de hoogste jeugdafdelingen en konden zich meten met de jeugdteams van de Noord-Hollandse hoofdklassers (EDO, RCH, Stormvogels).

### Standaardelftal
Het standaardelftal speelde laatstelijk in het seizoen 2005/06, waar het uitkwam in de Vijfde klasse van het KNVB-district West-I.
Van 1961/62-1964/65 kwam het vier seizoenen uit in de Tweede klasse, toenmalig ook het tweede amateurniveau in het zondagvoetbal, de hoogst bereikte klasse.

#### Competitieresultaten 1941–2006
| 8 3B |

| 5 3B |

| 5 3B |

| 4 3B |

|  |

| 10 3C |

| 1 3A |

| 2 3A |

| 1 3A |

| 7 3A |

| 8 3A |

| 3 3A |

| 5 3A |

| 5 3A |

| 8 3A |

| 9 3B |

| 5 3B |

| 3 3B |

| 1 3A |

| 4 3A |

| 1 3A |

| 7 2B |

| 7 2B |

| 7 2B |

| 12 2B |

| 8 3C |

| 8 3B |

| 10 3C |

| 12 3C |

| 10 4E |

| 11 4C |

| 5 4C |

| 3 4C |

| 4 4C |

| 1 4C |

| 3 3B |

| 8 3B |

| 8 3B |

| 5 3B |

| 6 3B |

| 12 3B |

| 8 4C |

| 7 4C |

| 9 4C |

| 7 4C |

| 9 4C |

| 9 4C |

| 3 4C |

| 2 4C |

| 9 4C |

| 11 4D |

| 11 4C |

| 10 4C |

| 2 4C |

| 4 4C |

| 3 4D |

| 7 4D |

| 3 4D |

| 3 4D |

| 9 4D |

| 11 4D |

| 11 4D |

| 6 5E |

| 7 5E |

| 11 5E |

| 8 5F |

| Tweede klasse | Derde klasse | Vierde klasse | Vijfde klasse |

In elke staaf van de grafiek staat van boven naar beneden vermeld: 
- Eindnotering

Dit is de positie die de club heeft bereikt in de competitie, zonder eventuele beslissings-, play-off- of nacompetitiewedstrijden die nodig zijn geweest om bijvoorbeeld de kampioen van de competitie te bepalen.
Indien een * achter het getal staat is de notering een tussenstand en kan het zijn dat de notering niet overeenkomt met de uiteindelijke eindstand van de competitie.
Staat er een - dan is het seizoen nog bezig en is er geen definitieve uitslag bekend.
Staat er xx op de positie van de notering, dan heeft de club vroegtijdig de competitie verlaten. Dit kan onder andere komen door terugtrekking van het team, faillissement van de club of door een uitgedeelde straf van de KNVB. In veel gevallen staat elders in het artikel de reden vermeld.
Staat er een ? dan is het resultaat uit het verleden onbekend, en is alleen de competitie of het niveau bekend van dat seizoen.
In de seizoenen 2019/20 en 2020/21 werd wegens de coronacrisis het amateurvoetbal afgebroken. Daardoor kennen deze staven geen eindklassering (middels -- weergegeven).
- Competitieniveau en afdelingsletter of Officiële eindstand Eredivisie
  - Competitieniveau en afdelingsletter

Hierbij geeft het getal het niveau weer, dat ook terug te vinden is in de legenda. De letter is de afdelingsaanduiding en wordt gebruikt wanneer er meer afdelingen zijn op hetzelfde niveau. De afdelingsletter is altijd een hoofdletter en wordt meestal zonder nummer gebruikt.
Voorbeeld: 2F is niveau 2e klasse competitie F.
Het competitieniveau en nummer wordt niet vermeld wanneer er slechts één competitie van dit niveau was.
  - Officiële eindstand Eredivisie (getal staat tussen haakjes vermeld)

Sinds de introductie van play-offwedstrijden voor Europees voetbal na afloop van de reguliere competitie in 2005/06, is de KNVB verplicht een eindstand van de Eredivisie door te geven aan de UEFA aan de hand van deze play-offwedstrijden.
Bij deze eindstand staan clubs die zich hebben gekwalificeerd voor Europees voetbal hoger dan clubs die zich niet wisten te kwalificeren. Indien er geen verschil was tussen de eindnotering en de officiële eindstand, staat dit getal niet vermeld.

- Onderafdeling

Hier staat afgekort de naam van de onderafdeling indien de club in dat jaar in een onderafdeling uitkwam. Tevens staat deze afkorting in de legenda en wordt gelinkt naar het artikel over deze onderafdeling. Deze afkorting wordt alleen vermeld wanneer de club in het verleden in verschillende onderafdelingen heeft gespeeld. Deze vermelding is in de staaf altijd in kleine letters. Deze onderafdelingen zijn na het seizoen 1995/96 afgeschaft. Heeft de club in slechts één onderafdeling gespeeld, dan is dit alleen terug te vinden in de legenda.
Onder de staaf staat het jaartal vermeld waarin het seizoen is afgesloten. 15 verwijst naar het seizoen 2014/15 of eventueel het seizoen 1914/15.
Wanneer een staaf leeg is, zijn deze gegevens niet bekend. Het kan ook zijn dat de club dat seizoen niet heeft meegespeeld op het hogere amateurniveau, vroegtijdig de competitie heeft verlaten of uit de competitie is gezet.

In het seizoen 1944/45 was er wegens de Tweede Wereldoorlog geen regulier competitievoetbal.

## Bekende (oud-)spelers
- Dyanne Bito
- Jeroen Ketting
- Frank Verlaat